# Fritz Gunst
Fritz Gunst (ur. 22 września 1908 w Hanowerze, zm. 9 listopada 1992 tamże) – niemiecki piłkarz wodny, mistrz olimpijski.
Trzykrotny medalista olimpijski. Kapitan zespołu, która zdobyła złoty (Amsterdam 1928) i dwa srebrne (Los Angeles 1932 i Berlin 1936) medale olimpijskie.  Zdobył cztery medale mistrzostw Europy: trzy srebrne (w 1931, 1934 i 1938) oraz brązowy w 1926. Reprezentował barwy narodowe w 122 meczach.
Kapitan drużyny klubowej Wasserfreunde 98 z Hanoweru, z którą w latach 1927, 1936, 1937 i 1938 wywalczył mistrzostwo Niemiec.
Gunst stracił nogę podczas II wojny światowej. Po wojnie prowadził pub w Hanowerze.
W 1990 został przyjęty w poczet członków International Swimming Hall of Fame.